# Репнинская часовня
Репни́нская часо́вня — охраняемый государством памятник культуры в Вильнюсе. Располагается на небольшом возвышении за невысокой каменной оградой у входа в парк Вингис по адресу улица Чюрлёнё 91 (M. K. Čiurlionio g. 91).

## История
Часовня построена в предместье Вильны Закрет (Zakret, по-литовски Вингис) в местности, где с начала XVIII века погребались умершие от эпидемических заболеваний. Каменная часовня построена в последние годы XVIII века как усыпальница княгини Наталии Александровны, супруги первого виленского генерал-губернатора генерал-фельдмаршала князя Н. В. Репнина. Сооружением часовни руководили Пьетро де Росси и Карл Шильдхауз (виленский губернский архитектор в 1803—1808 годах). Оба они либо один из них является предполагаемым автором проекта.
В 1809 году часовня была реставрирована по проекту Карла Шильдхауза: были обновлены надписи и барельефы и сооружена ограда высотой в полтора метра.
Часовня находилась в ведении Свято-Духова монастыря. На её ремонт и поминовение усопших членов рода князей Репниных монастырю был завещан капитал в 2500 рублей. По заказу Репнина для построенной его стараниями родовой часовни икону Воскресения Христова написал известный художник, основоположника литовской живописи Франциск Смуглевич. Икона была похищена французами в 1812 году и судьба её неизвестна. Тогда же исчезли позолоченные решётки.
В 1817 году часовня была отремонтирована. По правую сторону от входа в часовню находилась окруженная чугунной решеткой могила полковника Павла Гавриловича Бибикова, погибшего в бою под Вильной в 1812 году. На могиле лежала чугунная плита с соответствующей надписью. В 1847 году часовня была увенчана железным крестом весом в 1 пуд. В начале XX века в купол часовни были вделаны голосники.
В настоящее время вход в часовню закрыт.

## Общая характеристика
Здание относится к типу неоклассицистских прямоугольных часовен без портиков. Её строгие линии и симметричная композиция подчеркнуты невысокой оградой.
Здание в плане формы квадрата (6,6 х 6,5 м). Двухскатная крыша крыта черепицей. На своде крыши установлен ажурный четырёхконечный крест небольшого размера. В купол вставлены четыре голосника. Стены с внешней стороны оштукатурены и окрашены в персиковый цвет. Главный западный фасад часовни и задний восточный фасады украшены белыми полуколоннами и треугольными фронтонами, имитирующими четырёхколонные тосканские портики. Оригинальные сдвоенные рустованные полуколонны акцентируют углы здания. Углы боковых южного и северного фасадов подчёркнуты парными пилястрами.
Вход в часовню в прямоугольном проёме, обрамленным белым бордюром. С двух сторон входа расположены арочные окна, украшенные архивольтами и белым окаймлением.
В центре часовни устроен склеп в виде гроба с надписью о том, что здесь покоится прах Н. А. Репниной. На стене напротив входа установлена небольшая икона Спасителя.